# Method Man
Clifford Smith, född 2 mars 1971 i Hempstead, New York, är en amerikansk artist och skådespelare mest känd under artistnamnet Method Man.
Method Man är en av medlemmarna i hiphopgruppen Wu-Tang Clan. Sitt alias har han hämtat från Jimmy Shaw-filmen The Fearless Young Boxer.[källa behövs]

## Diskografi

### Album
- 1994 Tical (Platina)
- 1998 Tical 2000: Judgement Day (Platina)
- 1999 Blackout! (Med Redman) (Platina)
- 2004 Tical 0: The Prequel (Guld)
- 2006 4:21... The Day After
- 2009 Blackout 2 (med Redman)
- 2015 The Meth Lab
- 2016 Crystal Meth

### Singlar och EP
- 1994 "Bring The Pain"
- 1995 "I'll Be There For You/You're All I Need To Get By" (med Mary J. Blige)
- 1995 "Release Yo' Delf"
- 1998 "Break Ups 2 Make Ups"
- 1998 "Judgement Day"'
- 1998 "Grand Finale" (med DMX, Nas & Ja Rule)
- 1999 "Tear It Off" (Method Man & Redman)
- 1999 "Da Rockwilder" (Method Man & Redman)
- 1999 "Y.O.U." (Method Man & Redman)
- 2004 "What's Happenin" (med Busta Rhymes)
- 2005 "The Show"
- 2006 "Who I'm Iz"
- 2006 "Say" (med Lauryn Hill)

## Filmografi (urval)
- 1996 – The Great White Hype, som sig själv
- 1997 – 187, Dennis Broadway
- 1997 – Cop Land, Shondel
- 1998 – Belly, Shameek
- 1999 – Black and White, som sig själv
- 2001 – How High, Silas
- 2003 – Scary Movie 3, som sig själv
- 2003–2008 – The Wire (TV-serie), Melvin 'Cheese' Wagstaff
- 2004 – My Baby's Daddy, No Good
- 2004 – Garden State, Diego
- 2004 – Soul Plane, Muggsy
- 2004 – Method & Red (TV-serie), Method Man
- 2005 – Venom, Deputy Turner
- 2008 – Meet the Spartans, Persian Emissary
- 2008 – The Wackness, Percy
- 2016 – Keanu, Cheddar
- 2016 – Paterson, sig själv
- 2017 – The Deuce (TV-serie), Rodney
- 2025 – Poetic License